# Eriocaulon pubigerum
Eriocaulon pubigerum là một loài thực vật có hoa trong họ Eriocaulaceae. Loài này được Bong. mô tả khoa học đầu tiên năm 1831.